# Turnaj LIHG 1910
Hokejový turnaj v Chamonix (Coupe de Chamonix) se konal od 16. do 18. ledna 1910. Turnaje se zúčastnili tři mužstva, která se utkala jednokolově systémem každý s každým. Jednotlivé země reprezentovali: CP Paris, Berliner Schlittschuhclub, Brussels Ice Hockey Club.

## Výsledky a tabulka
|    |         | FRA | GER | BEL | V | R | P | Skóre | B |
| 1. | Francie | *** | 4:2 | 6:0 | 2 | 0 | 0 | 10:2  | 4 |
| 2. | Německo | 2:4 | *** | 5:0 | 1 | 0 | 1 | 7:4   | 2 |
| 3. | Belgie  | 0:6 | 0:5 | *** | 1 | 0 | 2 | 0:11  | 0 |

 Francie –  Německo 4:2 (2:1, 2:1)
16. ledna 1910 (16:00) – Chamonix

Branky: MacDonald 4 – Lange 2.
Francie:

Brankář: Maurice del Valle.

Obránci: Alexandre Clarke – Raymond Mézières (C).

Záložník: Pierre Charpentier.

Útočníci: Robert Lacroix – A. J. MacDonald – Alfred De Rauch.
Německo:

Brankář: Willy Bliesener.

Obránce: C. M. Lüdecke.

Záložníci: Bruno Grauel – Alfred Steinke (C).

Útočníci: Werner Glimm – Franz Lange – E. Jakob.
 Francie –  Belgie 6:0 (3:0, 3:0)
17. ledna 1910 (14:00) – Chamonix

Branky: Lacroix, MacDonald, MacDonald, De Rauch, Lacroix, MacDonald
Francie:

Brankář: Maurice del Valle.

Obránci: Alexandre Clarke – Raymond Mézières (C).

Záložník: Pierre Charpentier.

Útočníci: Robert Lacroix – A. J. MacDonald – Alfred De Rauch.
Belgie:

Brankář: R. Van der Straeten.

Obránci: Anspach – Henry van den Bulcke.

Záložník: F. Charlier (C).

Útočníci: Taylor – Paul Loicq – Maurice Deprez.
 Německo –  Belgie 5:0 (1:0, 4:0)
18. ledna 1910 – Chamonix

Branky: Grauel 3, Lake, Steinke.
Německo:

Brankář: Willy Bliesener.

Obránce: C. M. Lüdecke.

Záložníci: Bruno Grauel – Alfred Steinke (C).

Útočníci: Werner Glimm – Franz Lange – E. Jakob.
Belgie:

Brankář: R. Van der Straeten.

Obránci: Anspach – Henry van den Bulcke.

Záložník: F. Charlier (C).

Útočníci: Taylor – Paul Loicq – Maurice Deprez.